# Grabce Wręckie
Grabce Wręckie – wieś w Polsce położona w województwie mazowieckim, w powiecie żyrardowskim, w gminie Mszczonów.
Wieś wchodzi w skład sołectwa Grabce-Towarzystwo.
W latach 1975–1998 miejscowość administracyjnie należała do województwa skierniewickiego.